# Шатохина, Валентина Михайловна
Валентина Михайловна Шатохина (26 июля 1928 — 6 февраля 2011) — передовик советского сельского хозяйства, доярка колхоза «Заостровский» Приморского района Архангельской области, Герой Социалистического Труда (1971).

## Биография
Родилась в 1928 году в деревне Верхнее Ладино Приморского района Архангельской области.  
С 1945 года стала трудиться в колхозе. С 1957 года работала дояркой на раздое высокопродуктивных коров. Смогла добиться высоких производственных результатов. В 1971 году в среднем от каждой коровы получила 4275 килограмм молока за год.
Указом Президиума Верховного Совета СССР от 8 апреля 1971 года за получение высоких результатов в сельском хозяйстве и рекордные показатели в животноводстве Валентине Михайловне Шатохиной было присвоено звание Героя Социалистического Труда с вручением ордена Ленина и медали «Серп и Молот». 
Позже продолжала трудиться и показывала высокие производственные результаты. Неоднократно участвовала в выставке достижений народного хозяйства. Избиралась депутатом Архангельского областного Совета депутатов. 
Проживала в деревне Большое Анисимово. Умерла 6 февраля 2011 года. Похоронена на Заостровском кладбище Приморского района Архангельской области. 

## Награды
За трудовые успехи была удостоена:
- золотая звезда «Серп и Молот» (08.04.1971)
- орден Ленина (08.04.1971)
- Орден Трудового Красного Знамени (1981)
- другие медали.